# Éric Rabésandratana
Éric Rabésandratana (Épinay-sur-Seine, 18 settembre 1972) è un allenatore di calcio ed ex calciatore francese naturalizzato malgascio, di ruolo centrocampista.

## Carriera

### Giocatore

#### Club
Gioca dal 1991 al 1997 al Nancy. Nel 1997 si trasferisce al PSG. Nel 2001 passa all'AEK Atene. Nel 2002 viene acquistato dal Châteauroux. Nel 2004 si trasferisce al Mons. Nel 2007 si ritira.

#### Nazionale
Ha giocato con la Under-21 francese e con la Nazionale malgascia.

### Allenatore
Nel novembre 2014 diventa vice-allenatore del Miami City.

## Palmarès

### Giocatore

#### Competizioni nazionali
- Coppa di Francia: 1

PSG: 1997-1998
- Coppa di Lega francese: 1

PSG: 1997-1998
- Supercoppa francese: 1

PSG: 1998